# سفارة فرنسا في إيطاليا
سفارة فرنسا في إيطاليا هي أرفع تمثيل دبلوماسي لدولة فرنسا لدى إيطاليا. تقع السفارة في روما وهي تهدف لتعزيز المصالح الفرنسية في إيطاليا.

## وصلات خارجية
- الموقع الرسمي
- قائمة سفارات فرنسا
- قائمة السفارات في إيطاليا